# ماونت پلزنت (تنسی)
ماونت پلزنت(به انگلیسی: Mount Pleasant) شهری در ایالت تنسی کشور ایالات متحده آمریکا است که جمعیت آن در سرشماری سال ۲۰۱۰ میلادی، ۴٬۵۶۱ نفر بوده‌است.